# Espino Amarillo
Espino Amarillo è un comune (corregimiento) della Repubblica di Panama situato nel distretto di Macaracas, provincia di Los Santos. Si estende su una superficie di 27 km² e conta una popolazione di 193 abitanti (censimento 2010).